# マイヤー・ヴィートリス完全系列
数学の特に代数的位相幾何学およびホモロジー論におけるマイヤー・ヴィートリス完全系列（マイヤーヴィートリスかんぜんけいれつ、英: Mayer–Vietoris sequence）は、位相空間が持つホモロジー群やコホモロジー群といった代数的位相不変量を計算するのに便利な道具の一つで、オーストリアの数学者ヴァルター・マイヤーとレオポルト・ヴィートリスによって示された。これは、位相空間を（コ）ホモロジーの計算がより容易にできるような部分空間の小片に分解するとき、得られる部分空間の（コ）ホモロジーの列ともとの空間のそれとの関係を述べたもので、それによりもとの空間のそれらを計算するという方法論を与える。マイヤー・ヴィートリス完全系列と呼ばれる完全系列は、全体空間の（コ）ホモロジー群、部分空間の（コ）ホモロジー群の直和、部分空間の交わりの（コ）ホモロジー群の三者から構成される自然な長完全列である。
マイヤー・ヴィートリス完全系列は、特異ホモロジー・特異コホモロジーを含む様々なホモロジー論およびコホモロジー論において成立する。一般に、アイレンバーグ-スティーンロッド公理系を満足する（コ）ホモロジー理論に対してマイヤー・ビートリスの完全系列が存在しており、それらに対する簡約版と相対版も考えることができる。大部分の位相空間は、その（コ）ホモロジーを定義から直接に計算することができないので、部分的な情報を得るためにマイヤー・ヴィートリス完全系列のような道具を利用する。位相幾何学に現れるような空間の多くは非常に簡単な小片の貼り合わせとして構成されるが、そういったものの中で、空間を被覆する二つの部分空間（およびそれらの交わり）がもとの空間より単純な（コ）ホモロジーを持つものを注意深く選べば、マイヤー・ヴィートリス完全系列によりもとの空間の（コ）ホモロジーが完全に演繹できるというのである。この観点で言えば、マイヤー・ヴィートリス完全系列は、基本群に対するザイフェルト–ファン・カンペンの定理の類似であり、実際一次元ホモロジーに対しては明確な関係がある。

## 背景・動機および歴史

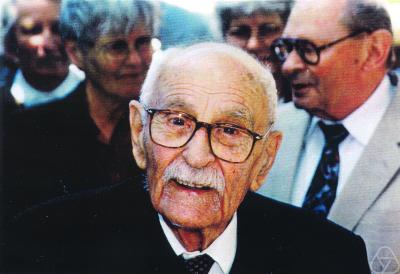
110歳の誕生日を迎えた際のヴィートリス

位相空間の基本群や高次のホモトピー群と同様に、（コ）ホモロジー群は重要な位相不変量である。（コ）ホモロジー論の中には線型代数学の道具を用いて（コ）ホモロジー群が計算できるものも存在するけれども、他の大部分の重要な（コ）ホモロジー論（特に特異（コ）ホモロジー論）では非自明な空間に対して定義から直接に（コ）ホモロジー群を計算することはできない。特異（コ）ホモロジーの場合、特異（コ）チェイン群や（コ）サイクル群は直接扱うには大きすぎることが多いのである。従ってもう少し直接的でない方法論が必要になってくる。マイヤー・ヴィートリス完全系列はそのような方法論の一つで、任意の空間の（コ）ホモロジー群の部分的な情報を、その空間の二つの部分空間およびそれらの交わりの（コ）ホモロジー群と関連付けて与えるものである。
この関連性を表すのに最も自然で便利な方法は完全系列（完全列）という代数的な概念を用いることである。完全列というのは、ある対象（今の場合は群）と対象間の射（今の場合群準同型）で構成される系列（一次元的な図式）であって、各射の像が次の射の核に一致するようなものをいう。一般には、マイヤー・ヴィートリス完全系列で空間の（コ）ホモロジー群が完全に計算できるようになるわけではないのだけれども、しかし位相幾何学に現れる重要な空間の多くは、位相多様体や単体的複体あるいはCW複体のような、非常に簡単な素片の貼合せとして構成されるものになっているので、マイヤーとヴィートリスが示したような定理は潜在的に広く深い応用の可能性を持っているということができる。
マイヤーは、1926年と1927年のウィーン地方大学における講演会の際に、同僚ヴィートリスから位相幾何学を紹介され、ベッチ数に対する問題の予想される結果とその解法を伝えられて、1929年にその問題を解いている。マイヤーはその結果を、二つの円筒の和として見たときのトーラスに適用した。その後の1930年に、ヴィートリスはトーラスのホモロジー群についての完全な結果を示しているが、それは完全列として表されたものではなかった。完全系列の概念が出版物に現れるのは、1952年にアイレンバーグとスティーンロッドが著した書籍 Foundations of Algebraic Topology（「代数的位相幾何学の基礎」）においてであり、それにはマイヤーとビートリスの結果が現代的な形で記されている。

## 基本形
位相空間 X と、その部分空間 A, B はそれらの内部が X を被覆するもの（A, B の内部が互いに素である必要はない）とするとき、三つ組 (X, A, B) に対する特異ホモロジーのマイヤー・ヴィートリス完全系列は、空間 X, A, B および交わり A∩B に関する（整係数）特異ホモロジー群からなる長完全系列で、簡約版と非簡約版がある。

### 非簡約版
非簡約ホモロジーに対するマイヤー・ヴィートリス完全系列は、以下の系列
が完全であることを主張するものである。ここで、写像 i: A∩B ↪ A, j: A∩B ↪ B, k: A ↪ X, l: B ↪ X は何れも包含写像で、⊕ はアーベル群の直和を表す。

### 境界写像（連結準同型）

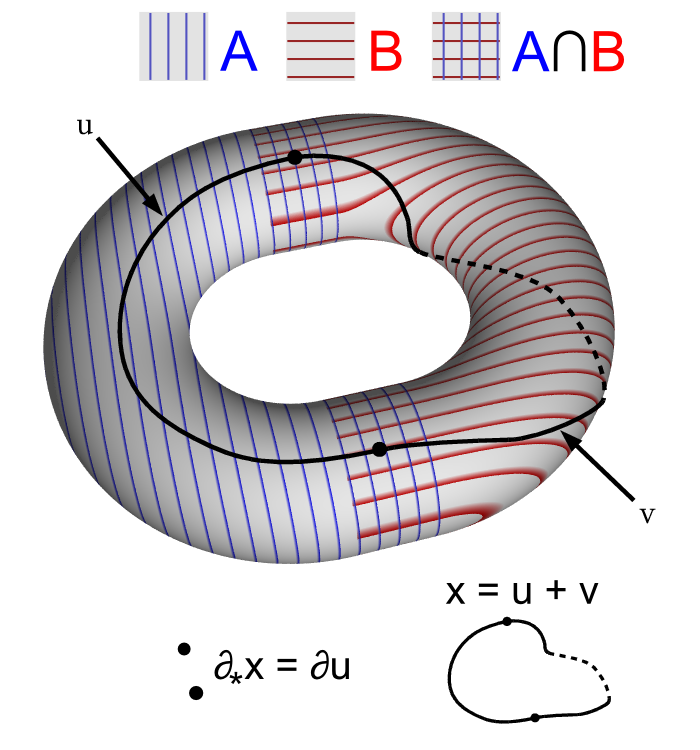
トーラス上の境界写像 ∂_{*} を図示したもの。ただし、1-輪体 x = u + v は A と B の交わりに境界を持つ二つの 1-鎖の和になっている。

境界写像 ∂* が次元を下げることは、以下のように明示的に説明することができる。Hn(X) の各元は n-輪体 x の属するホモロジー類であり、各 x は（例えば重心細分によって）像が完全にそれぞれ A および B に含まれる二つの n-鎖 u および v の和として書くことができて、∂x = ∂(u + v) = 0, 即ち  ∂u = −∂v が成り立つ。このことは、各鎖の境界である (n − 1)-輪体の像が共に、交わり A ∩ B に含まれることを意味する。従って ∂*([x]) Hn−1(A ∩ B) に属する ∂u のホモロジー類である。x とは別の代表元 x′ をとった場合でも（∂x′ = ∂x = 0 だから）∂u は変わらないし、別の分解 x = u′ + v′ をとった場合でも（∂u + ∂v − ∂u′ − ∂v′ = 0 から）∂u = ∂u′ および ∂v = ∂v′ が言える。ただし、マイヤー・ビートリス完全系列における境界写像が A と B の順番には依存することには注意が必要である。特に、A と B の順番を入れ替えると境界写像の符号が反転する。

### 簡約版
簡約ホモロジーに対しても、A, B の交わりが空でないという仮定の下でマイヤー・ヴィートリス完全系列が存在する。これは正の次元のホモロジーのなす端点を持つ系列
と同一視される。

### ザイフェルト–ファン・カンペンの定理との類似
マイヤー・ヴィートリス完全系列（の特に一次元ホモロジー群）と、ザイフェルト–ファン・カンペンの定理との間には類似性がある。交わり A ∩ B が弧状連結である限りにおいて、簡約マイヤー・ヴィートリス完全系列は同型
{\displaystyle H_{1}(X)\cong (H_{1}(A)\oplus H_{1}(B))/{\text{Ker}}(k_{*}-l_{*})}
を導く。ここで、完全性により Ker(k∗ − l∗) ≅ Im(i∗, j∗) であることを用いた。これはちょうど、ザイフェルト–ファン・カンペンの定理の主張をアーベル化したものになっており、「X が弧状連結のとき一次元ホモロジー群 H1(X) は基本群（一次元ホモトピー群）π1(X) のアーベル化である」という事実に比肩する。

## 簡単な応用例

### 超球面

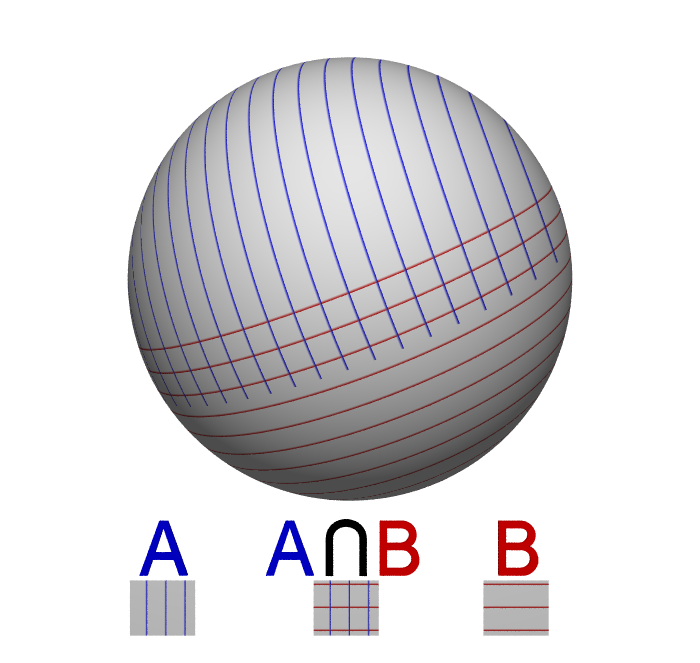
X = S^{2} の分解

k-次元球面 X = Sk のホモロジーをきちんと計算するために、A および B をそれらの交わりが (k − 1)-次元赤道球面にホモトピー同値な X の二つの半球面とする。k-次元半球面は k-次元円板にホモトピックで、これは可縮だから、A および B のホモロジー群は自明である。簡約ホモロジー群に対するマイヤー・ビートリス完全系列から
が得られる。
完全性から直ちに、写像 ∂* が同型になることがわかるので、0次元球面（二点）の簡約ホモロジーから帰納的に、
{\displaystyle {\tilde {H}}_{n}(S^{k})\cong \delta _{kn}\mathbb {Z} ={\begin{cases}\mathbb {Z} &{\text{if }}n=k\\0&{\text{if }}n\neq k\end{cases}}}
が得られる。ただし、δ はクロネッカーのデルタである。
このように球面のホモロジー群は完全にわかっており、今のところ知られている球面のホモトピー群の場合（特に n > k の場合には殆ど知られていない）とは対照的である。

### クラインの壷

クラインの壷（基本多角形の適当な辺を同一視したもの）は二つのメビウスの帯 A（青）と B（赤）に分解される。

マイヤー・ヴィートリス完全系列のもう少しだけ難しい応用として、クラインの壷 X のホモロジー群の計算を挙げよう。二つのメビウスの帯 A, B をそれらの境界円にそって貼合せた和として X を分解すれば、A, B およびそれらの交わり A ∩ B は円にホモトピー同値であるから、マイヤー・ヴィートリス完全系列の非自明な部分は
となり、かつ自明な部分からは X の次元が 2 以上のホモロジーが消えることがわかる。実際、（メビウスの帯の境界円は中心円の周りを二重に覆うから）真ん中の写像 α は 1 を (2, −2) へ写す。特に α は単射であり、故に 2 以上の次元のホモロジーが消えることが出る。結局、Z2 の基底として (1, 0) および (1, −1) をとれば
{\displaystyle {\tilde {H}}_{n}(X)\cong \delta _{1n}(\mathbb {Z} \oplus \mathbb {Z} _{2})={\begin{cases}\mathbb {Z} \oplus \mathbb {Z} _{2}&{\text{if }}n=1\\0&{\text{if }}n\neq 1\end{cases}}}
が得られる。

### 一点和

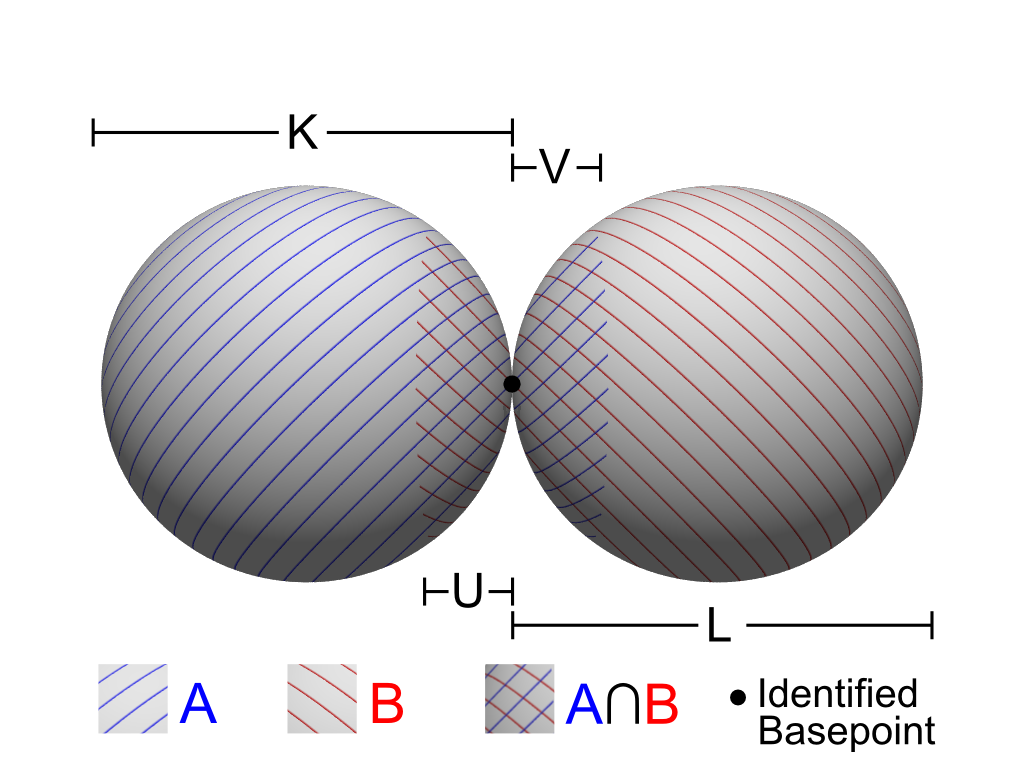
二つの 2-次元球面 K および L の一点和 X のこのような分解から X のホモロジー群が全て得られる。

位相空間 X を二つの空間 K および L の一点和 (wedge sum) とし、さらにそれらの同一視された基点は U ⊂ K および V ⊂ L なる開近傍の変位レトラクトであるものとする。 このとき A := K ∪ V および B = U ∪ L とおけば A ∪ B = X かつ A ∩ B = U ∪ V で、後者は作り方から可縮である。簡約版のマイヤー・ヴィートリス完全系列から（その完全性により）各次元 n に対して
{\displaystyle {\tilde {H}}_{n}(K\vee L)\cong {\tilde {H}}_{n}(K)\oplus {\tilde {H}}_{n}(L)}
が導かれる。図に示すように X が二つの二次元球面 K と L の和であるような場合、上掲の結果を代入して
{\displaystyle {\tilde {H}}_{n}(S^{2}\vee S^{2})\cong \delta _{2n}(\mathbb {Z} \oplus \mathbb {Z} )={\begin{cases}\mathbb {Z} \oplus \mathbb {Z} &{\text{if }}n=2\\0&{\text{if }}n\neq 2\end{cases}}}
と計算できる。

### 懸垂空間

0次元球面 Y の懸垂 X のこの分解から X のホモロジー群が全て得られる。

位相空間 X が別の空間 Y の懸垂 SY のとき、A および B をそれぞれ二重錐の上点 (top vertex) および下点 (bottom vertex) の X における補集合ととれば、X は共に可縮な A, B の和 A ∪ B として書けて、交わり A ∩ B は Y にホモトピー同値であるから、マイヤー・ヴィートリス完全系列により、各 n に対して
{\displaystyle {\tilde {H}}_{n}(SY)\cong {\tilde {H}}_{n-1}(Y)}
を得る。図は一次元球面 X を零次元球面 Y の懸垂と見たものだが、一般に k-次元球面は (k − 1)-次元球面の懸垂になっており、上掲の球面のホモロジー群を帰納法によって導くことも容易である。

## 更に進んだ議論

### 相対版
相対ホモロジー版のマイヤー・ヴィートリス完全系列も存在する。部分空間 Y ⊂ X が C ⊂ A および D ⊂ B の和であるとき、相対版マイヤー・ヴィートリス完全列は
で与えられる。

### 自然性
ホモロジー群は「ƒ が X1 から X2 への連続写像ならば、ホモロジー群の間の標準押し出し写像  ƒ∗: Hk(X1) → Hk(X2) で押し出しの合成が合成の押し出しになる（つまり、(g ∘ h)∗ = g∗ ∘ h∗ を満たす）ようなものが存在する」という意味で自然である。マイヤー・ヴィートリス完全系列も「X1 = A1 ∪ B1 から X2 = A2 ∪ B2 への連続写像 ƒ が ƒ(A1) ⊂ A2 かつ ƒ(B1) ⊂ B2 を満たすならば、マイヤー・ヴィートリス完全系列の連結準同型 ∂∗ は押し出し ƒ∗ の可換になる」という意味でやはり自然である。即ち、次の図式（水平方向の写像は例の如くとして）
は可換である。

### コホモロジー版
係数群 G を持つ特異コホモロジーに対するマイヤー・ヴィートリスの長完全系列は、ホモロジー版の双対であり、
で与えられる。ここで、次元を保つ写像は包含写像から誘導された制限写像であり、（双対）境界写像はホモロジー版のときと同様にして定義される。さらにこの相対版の定式化も同様にできる。

重要な意味を持つ特別な場合としては、係数群 G が実数全体の成す加法群 R で、考える位相空間がさらに可微分多様体の構造を持つような場合であって、このときド・ラームコホモロジーに対するマイヤー・ヴィートリス完全系列は
と書ける。ただし {U, V} は X の開被覆、ρ は制限写像、Δ は差であり、また双対境界写像 d∗ は上で述べた境界写像 ∂∗ と同様に定められる。この完全系列は以下のように簡潔に述べることもできる。例えば交わり U ∩ V における閉微分形式 ω で表されるコホモロジー類 [ω] に対して、開被覆 {U, V} に従う 1 の分割を通じて ω を ωU - ωV の形の差に表せば、外微分 dωU および dωV は U ∩ V 上で一致し、それ故ともに X 上の或る (n + 1)-形式 σ を定めるが、このとき d∗([ω]) = [σ] が成り立つ。

### 導出について
α(x) = (x, −x), β(x, y) = x + y および Cn(A + B) は A の鎖と B の鎖の和からなるものとして、鎖群（鎖複体を構成する群）の成す短完全列
に付随する長完全列を考える。事実として、X の特異 n-単体で像が A か B の何れかに含まれるようなもの全体はホモロジー群 Hn(X) を生成する。即ち、Hn(A + B) は Hn(X) に同型である。この事実が特異ホモロジーに対するマイヤー・ヴィートリス完全系列を与えるのである。

同じ計算を微分形式の成すベクトル空間の短完全列
に適用すれば、ド・ラームコホモロジーに対するマイヤー・ヴィートリス完全系列が得られる。
形式的な観点で言えば、マイヤー・ヴィートリス完全系列は、ホモロジー論に対するアイレンバーグ・スティーンロッド公理系からホモロジーの長完全列を用いて導出できる。

### 種々のホモロジー論
アイレンバーグ・スティーンロッド公理系からのマイヤー・ヴィートリス完全系列の導出には次元公理は必要でないので、常コホモロジー論において存在するばかりでなく、超常コホモロジー論（位相的 K-理論やコボルディズムのような、常コホモロジーにならない一般コホモロジー論）においてもやはりマイヤー・ヴィートリス完全系列の存在が保証される。

### 層係数コホモロジー
層係数コホモロジーの観点からは、マイヤー・ヴィートリス完全系列はチェックコホモロジーと関係する。特に、チェックコホモロジーを計算するために用いた開被覆が二つの開集合からなる場合において、スペクトル系列の退化から生じるもの（マイヤー・ヴィートリススペクトル系列とも呼ばれる）は、チェックコホモロジーを層係数コホモロジーに結び付ける。このスペクトル列は任意のトポスにおいて存在する。

## 注記
1. ↑  Hirzebruch 1999
2. ↑  Mayer 1929
3. ↑  Dieudonné 1989, p. 39
4. ↑  Mayer 1929, p. 41
5. ↑  Vietoris 1930
6. ↑  Corry 2004, p. 345
7. ↑  Eilenberg & Steenrod 1952, Theorem 15.3
8. ↑  Eilenberg & Steenrod 1952, §15
9. 1 2  Hatcher 2002, p. 149
10. 1 2  Hatcher 2002, p. 150
11. ↑  Spanier 1966, p. 187
12. ↑  Massey 1984, p. 240
13. ↑  Hatcher 2002, Theorem 2A.1, p. 166
14. ↑  Hatcher 2002, Example 2.46, p.150
15. ↑  Hatcher 2002, p. 384
16. ↑  Hatcher 2002, p. 151
17. ↑  Hatcher 2002, Exercise 31
18. ↑  Hatcher 2002, Exercice 32
19. ↑  Hatcher 2002, p. 152
20. ↑  Massey 1984, p. 208
21. ↑  Eilenberg & Steenrod 1952, Theorem 15.4
22. ↑  Hatcher 2002, p. 203
23. ↑  Hatcher 2002, Proposition 2.21, p.119
24. ↑  Bott & Tu 1982, §I.2
25. ↑  Hatcher 2002, p. 162
26. ↑  Kōno & Tamaki 2006, pp. 25–26
27. ↑  Dimca 2004, pp. 35–36
28. ↑  Verdier 1972 (SGA 4.V.3)

## 関連文献
- Reitberger, Heinrich (2002), “Leopold Vietoris (1891–2002)” (PDF), Notices of the American Mathematical Society 49 (20), ISSN 0002-9920.